# Uwe Möhrle
Uwe Möhrle est un footballeur allemand, né le 3 décembre 1979 à Überlingen en Allemagne. Il évolue comme stoppeur.

## Palmarès
- SC Pfullendorf
  - Champion d'Oberliga Baden-Württemberg en 2002.